# Francis Trochu
Francis Trochu (Nort-sur-Erdre, 5 de outubro de 1877 — Nantes, 8 de maio de 1967) foi um sacerdote católico francês e historiador. Conhecido como o autor das biografias de santos católicos.

## Biografia
Francis Trochu era filho de François Trochu, cavaleiro pontifício (1837-1917), e de Jeanne Herbet.
Em 1901 foi ordenado sacerdote, queria orientar-se para a vida beneditina, mas as preocupações com a saúde o afastaram desse caminho. Eugene Le Fer de La Motte nomeou um vigário na paróquia de Notre-Dame-de-Bon-Port em Nantes. Ele então se tornou o prelado da Diocese de Nantes. Ficou famoso por sua publicação dedicada aos Santos Católicos. Foi premiado várias vezes pela Academia Francesa. Em 1952 recebeu o Prêmio Cardeal Grente por sua carreira.
O livro trouxe-lhe o maior reconhecimento Le Cure d'Ars, que é uma biografia de São João Maria Vianney, desenvolvida com base no processo de canonização e um grande número de documentos e certidões. Esta biografia gozou de grande reconhecimento Papa João Paulo II, que no livro Dom e mistério confessou: "Desde a época clerical eu vivia sob a impressão do pároco de Ars, especialmente depois de ler o livro do Pe. Troch".
Trochu também foi o autor da biografia de, entre outros, São Francisco de Sales e Santa Bernadette Soubirous.

## Obras
- Santa Filomena, Virgem e Mártir - 1929 - Livraria Católica Emmanuel Vitte;
- O Cura d'Ars: Saint Jean-Marie Baptiste Vianney (1786-1859) - 1926;
- Bem-aventurado Théophane Venard - 1930;
- Sainte Bernadette - 1956 - Desclée de Brouwer;
- Beata Jeanne Antide Thouret - 1934;
- Saint François de Sales - 1943;
- Le Chanoine Louis Larose - 1960 - Apostolado da Imprensa.

## Referência
1. ↑  «Francis TROCHU | Académie française». www.academie-francaise.fr. Consultado em 23 de setembro de 2022
2. ↑  «Proboszcz z Ars». www.empik.com (em polaco). Consultado em 23 de setembro de 2022